# 栗原優
栗原 優（くりはら ゆう、1998年6月27日 - ）は、日本のラグビー選手。

## プロフィール
- 群馬県桐生市出身[1]。
- 身長 177cm、体重 81kg
- 7人制日本代表に選ばれたことがある[2]。

## 略歴
ミルフィールドスクール、カリフォルニア大学バークレー校を経て、サムライセブンに加入。